# Hans Werckmeister
Johannes Victor Wilhelm Werckmeister (* 27. Dezember 1871 in Berlin; † 4. Juli 1929 ebenda) war ein deutscher Schauspieler und Regisseur.

## Leben
Hans Werckmeister hatte vermutlich 1900 sein Debüt als Schauspieler in Berlin, wo er an mehreren Bühnen auftrat. Um 1910 arbeitete er als Regisseur am Neuen Theater, das damals hauptsächlich als Unterhaltungs- und Operettentheater bekannt war. In der Spielzeit 1911/12 wurde er Oberregisseur am Künstlertheater und war in dieser Funktion ab 1914 auch in Köln tätig.
1918 wechselte Werckmeister zum Film. Er arbeitete für die Deulig und war zuletzt Produktionsleiter bei der Epoche. In den Filmen, die er in den neun Jahren zwischen 1918 und 1927 gedreht hat, haben so bekannten Schauspieler wie Emil Jannings, Cläre Lotto, Carl de Vogt und Lotte Neumann mitgewirkt.
Durch Änderung des Gesellschaftsvertrags am 17. März 1922 wurde die Alba Allgemeine Baugesellschaft Berlin-Tempelhof  m.b.H. in die Presto-Film GmbH (1922–1927) umgewandelt, bei der Hans Werckmeister als Geschäftsführer einstieg.
Heute noch bekannt ist Hans Werckmeister für seinen Stummfilm und frühen Science-Fiction Algol. Tragödie der Macht (1920). Seine Frau war die Schauspielerin Luise Werckmeister, seine Tochter die Schauspielerin und Sängerin Vicky Werckmeister.

## Filmografie
- 1918: 3000 Mark Belohnung
- 1918/1919: Der Friedensreiter
- 1919: Margots Freier
- 1919: Die lachende Konkurrenz
- 1920: Algol. Tragödie der Macht
- 1921: Die Schatzkammer im See, 1. Teil: Brillantenmarder
- 1921: Die Schatzkammer im See, 2. Teil: Der Klub der Zwölf
- 1922: Die Kleine vom Film
- 1922: Das Mädchen aus dem goldenen Westen (Koautor, Regie, Produzent)
- 1924: Die Brigantin von New York
- 1927: Der Kampf um den Mann